# Краљ куглања
Краљ куглања (енгл. Kingpin), амерички је комедијски филм из 1996. у режији Питера Фарелија и Бобија Фарелија.

## Радња
Рој Мансон, бивши шампион у куглању, изгубио је руку у младости након што је покушао да се представи као аматер. После тога се постепено опија годинама. Једног дана, Рој упознаје дечака по имену Ишмаел, који је добар куглаш. Предлаже да оде на Светско првенство. Ишмаел пристаје на понуду, јер ако не добије пола милиона долара, његовој породици ће бити одузето земљиште. На такмичењу упознају старог Мансоновог познаника, због којег је остао без руке. Ерни МекКракен је искусан и дрзак играч којег није лако победити.